# Françoise Duparc

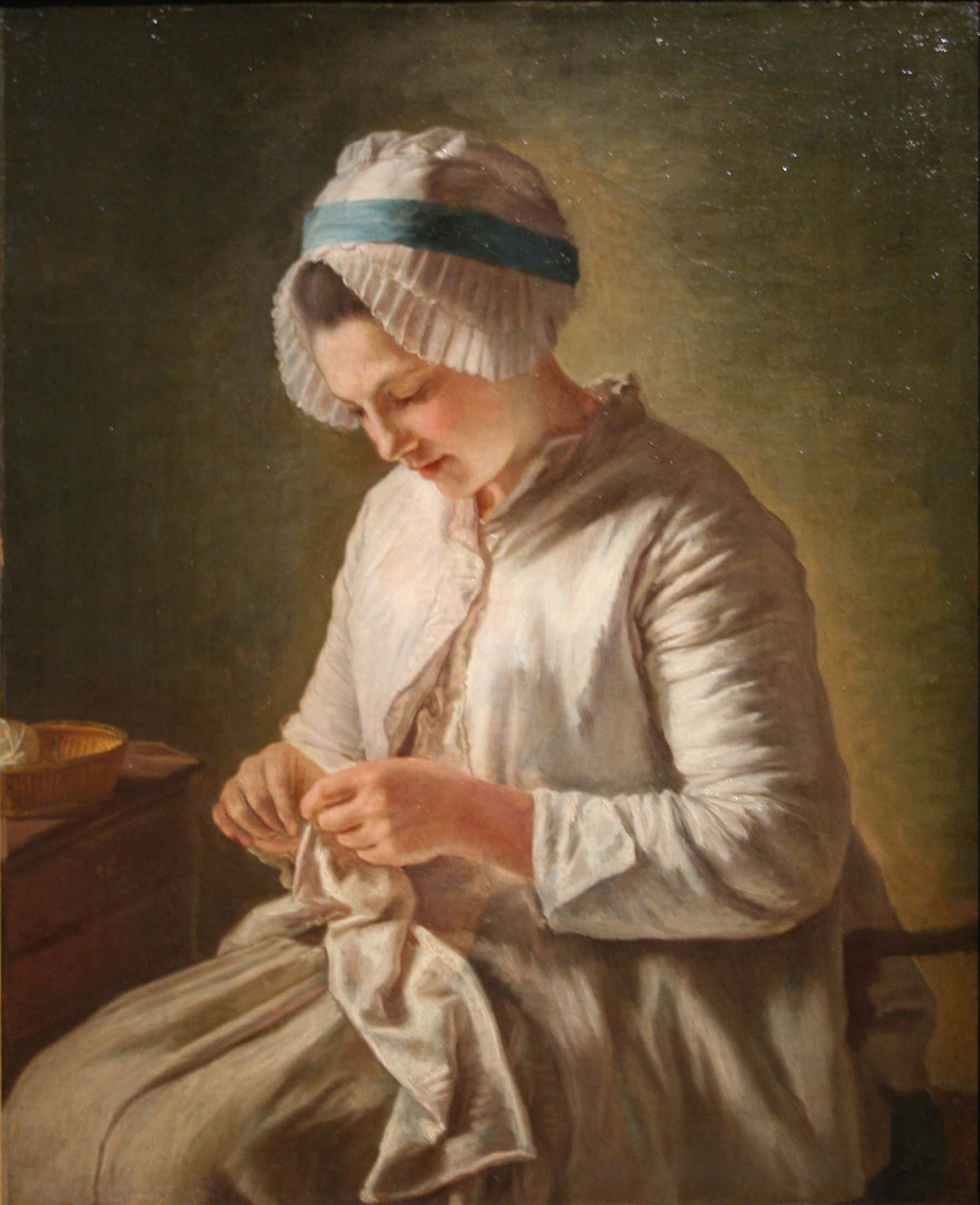
Mujer joven en el trabajo. La costurera, óleo sobre lienzo, 78 x 64 cm, Museo de Bellas Artes de Marsella

Françoise Duparc (Murcia, 1726-Marsella, 1778), fue una pintora francesa. 

## Trayectoria
Hija del escultor y arquitecto marsellés Antoine Duparc, nació durante la estancia de éste en Murcia y donde se la conoce como Francisca Dupar. Llegaría a Francia junto a toda su familia en 1731, donde desarrolló su técnica bajo la influencia de Jean-Baptiste van Loo. Viajó por Europa hasta establecerse en Londres, donde destacó como retratista.
Regresó a Marsella en 1771, donde se unió a la Academia de Pintura y Escultura en 1776. Murió en 1778 en Marsella.
Su obra pudo haber estado influenciada por Chardin. Eligió representar a los personajes más humildes de la sociedad representados con nobleza y humanidad. Representa tipos poco llamativos mostrados como personalidades independientes.